# Хемотроника
Хемотро́ника — дисциплина, занимающаяся фундаментальными и прикладными аспектами электрохимических процессов, протекающих на границе электрод — электролит под воздействием электрического тока, а также созданием устройств различного назначения в этой области.

## Общие сведения
Хемотроника как научно-техническое направление возникла на стыке электрохимии и электроники. Её теоретической основой в значительной части стали работы академика АН СССР Александра Наумовича Фрумкина, исследовавшего принципы электрохимического преобразования в твёрдых и жидких электролитах. Носителями заряда в этих процессах являются ионы, обладающие меньшей, порядка в 104—106 раз, подвижностью, чем носители в полупроводниках, что определяет область применения хемотроники.
Как техническая отрасль, хемотроника в начале своего пути разрабатывала общие теоретические и технологические принципы построения электрохимических преобразователей. При этом создавались приборы, использовавшие для переноски зарядов ионы растворов. Такими первыми разработками стали электрохимические выпрямители, интеграторы, усилители
.
Из-за низкой подвижности ионов приборы хемотроники по своей физической природе являются низкочастотными. Однако, по сравнению с обычными электронными приборами у них есть и преимущества. Таковыми, прежде всего, являются компактность и многофункциональность жидкостных элементов, где в небольшом объеме может происходить одновременно и с разной скоростью множество разнообразных физико-химических процессов. Кроме того, эти системы надёжны и обеспечивают возможность изменения своей внутренней структуры, то есть внутреннего управления.

## Практическое использование
С использованием хемотроники создаются твёрдо- и жидкофазные приборы. В первых используют процесс образования твёрдой фазы на электродах или растворение материала электродов в ходе прохождения электрического тока, во вторых изменяют концентрацию раствора электролита в приэлектродных областях. Перечень разработок широк — выпрямители, реле времени, интеграторы, нелинейные функциональные преобразователи, датчики ускорения, скорости, температуры, измерители вибрации, индикаторы и т. п. Иногда подобные устройства выделяют в отдельную группу, называемую Хемотроны.
Диапазон рабочих частот хемотронных приборов: 10-7 — 10 Гц. В отличие от известных электромеханических, электромагнитных и электронных аналогов, они обладают высокой чувствительностью (до 10-3 В по напряжению и до 10-6 А по току), экономичностью (собственное потребление в пределах 10-8 — 10-3 Вт), пониженным уровнем собственных шумов, а также высокой надёжностью и сравнительной дешевизной.

## Перспективы развития
Одним из дальнейших направлений развития является создание оптохемотронных приборов, в которых используется явление электрохемилюминесценции, то есть свечения, возникающего в области электродов при прохождении тока через растворы некоторых электролитов. Такие электролиты обычно состоят из активатора (люминесцирующего органического вещества), сопровождающего (фонового) электролита и растворителя. Электролит образует с материалами электродов обратимую окислительно-восстановительную систему. Подобные приборы используют в качестве излучателей и индикаторов, преобразователей неэлектрических величин в электрический сигнал. Например, используя эффект свечения возбуждённого переменным электрическим полем люминофора вблизи электрода специальной формы, можно создавать светящиеся цифры, буквы и пр.